# Val d’Ayas

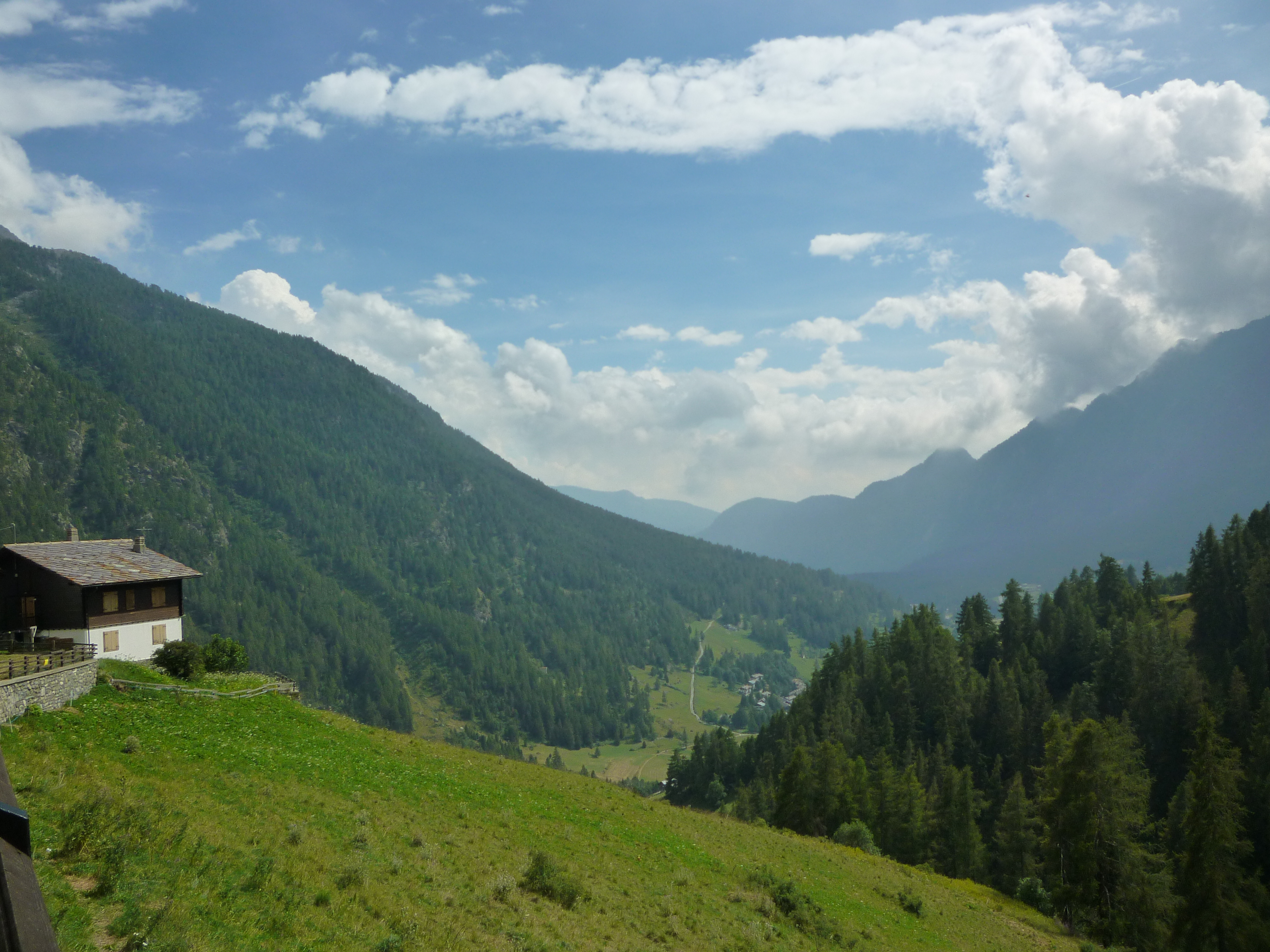
Val d’Ayas

Val d’Ayas – dolina we Włoszech, w Alpach Pennińskich, w regionie Dolina Aosty. Jej wylot znajduje się w miejscowości Verrès. Stąd dolina prowadzi na północ i dochodzi do masywu Breithorn – Lyskamm za którym znajduje się szwajcarska dolina Mattertal.

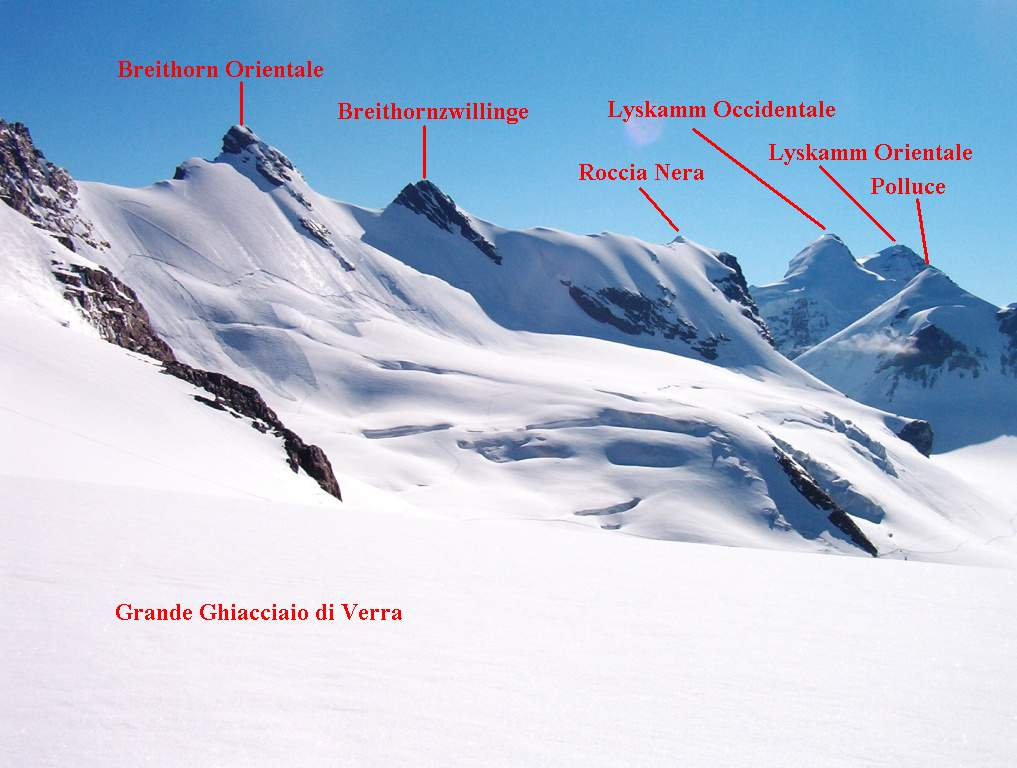
Fragment masywu Breithorn – Lyskamm od strony doliny Val d’Ayas

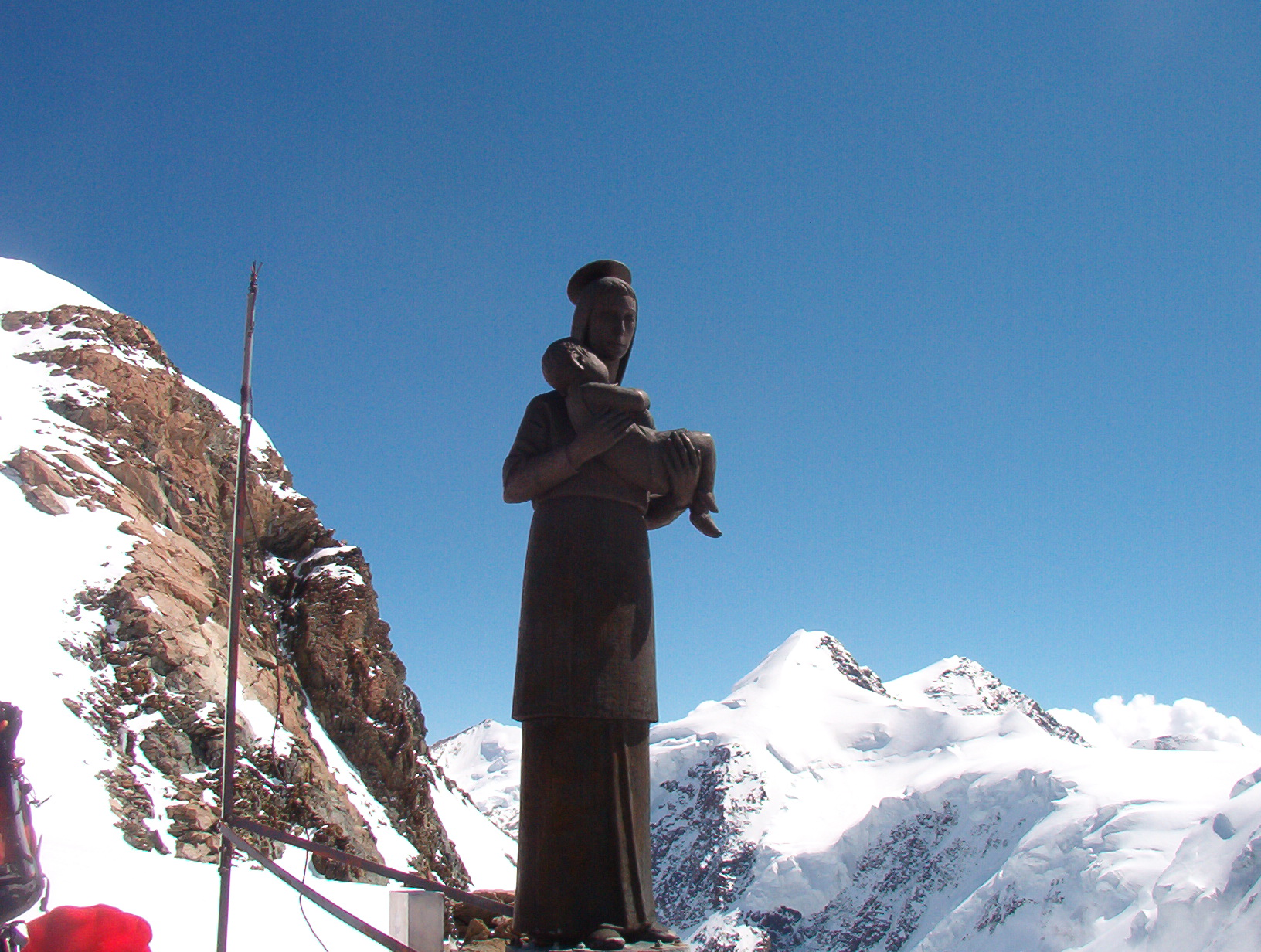
Posąg Madonny umieszczony na południowo-zachodnim zboczu szczytu Pollux

Od zachodu dolinę ogranicza boczny grzbiet masywu Breithorn – Lyskamm (odchodzący ze szczytu Gobba di Rollin), za którym znajduje się dolina Valtournenche. Od wschodu natomiast dolinę Val d’Ayas ogranicza kolejny boczny grzbiet masywu Breithorn – Lyskamm (odchodzący ze szczytu Lyskamm Ostgipfel), za którym znajduje się dolina Val di Gressoney.
Doliną płynie potok Évançon wypływający z lodowca Grande Ghiacciaio di Verra. U wylotu doliny, w miejscowości Verrès, wpada on do rzeki Dora Baltea.
Większe miejscowości w dolinie to Brusson, Ayas i Champoluc.